# 短刺变豆菜
短刺变豆菜（学名：Sanicula orthacantha var. brevispina）是伞形科变豆菜属的变种。分布在中国大陆的四川等地，生长于海拔1,780米至2,400米的地区，见于山坡路旁和林下，目前尚未由人工引种栽培。

## 别名
鸭脚七（四川）